# Acetonema longum
L' Acetonema longum è una specie di batterio  appartenente alla famiglia delle Acidaminococcaceae.